# 게르 브란텐베르그

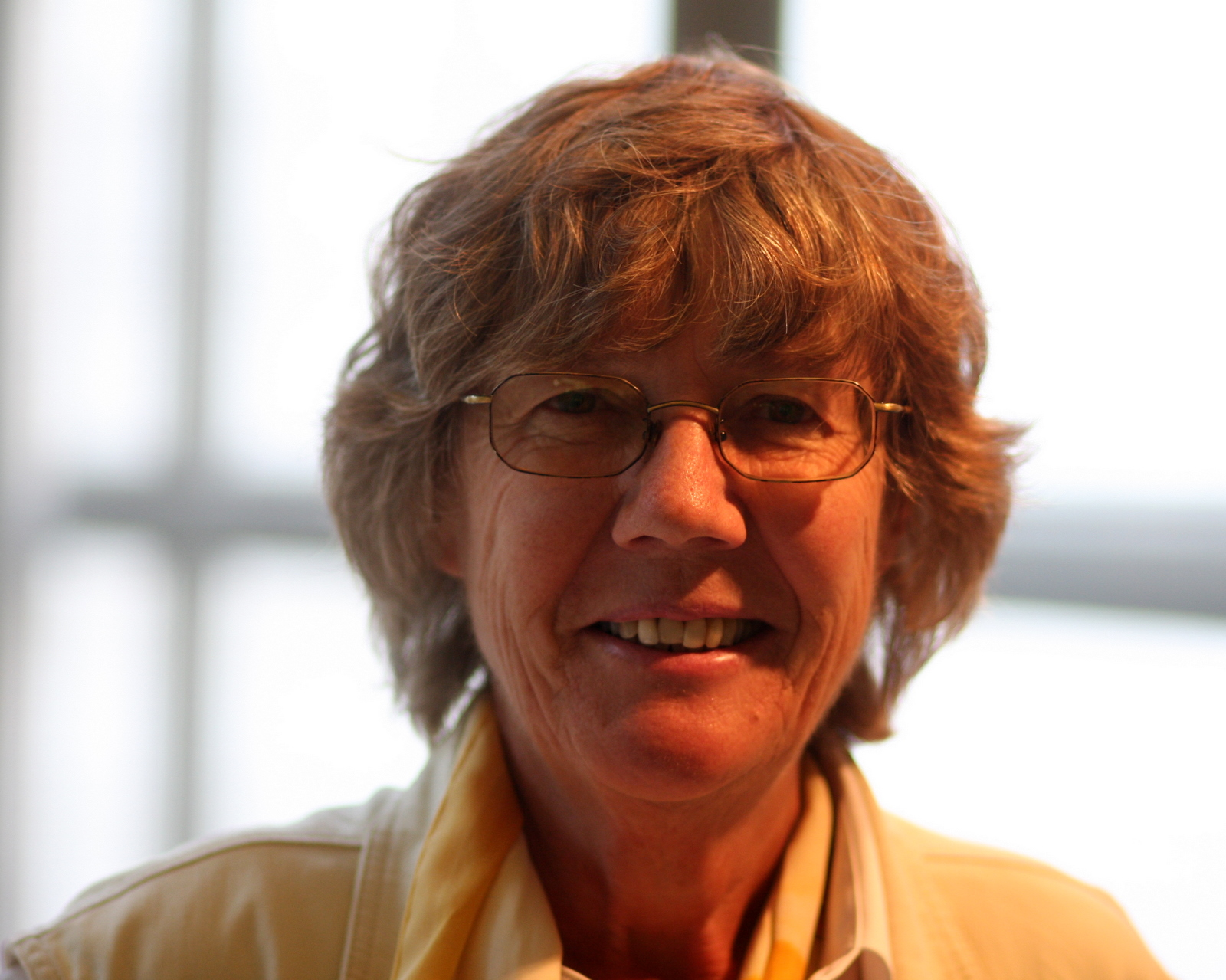
2009년의 스타방에르 문화회관에서의 게르드 브란텐베르그.

게르드 미에엔 브란텐베르그(노르웨이어: Gerd Mjøen Brantenberg, 1941년 10월 27일 ~ )는 노르웨이의 소설가, 교육인, 여성운동가이다. 라디오, 텔레비전 엔터테이너 라르스 미에엔이 게르드의 사촌이다.
대표작 《이갈리아의 딸들》은 1977년에 노르웨이에서 출간되었다. 기존의 성의 역할을 뒤집은 세계관 속에서 여성은 정상으로, 남성은 비정상적이고 예속된 성별로 간주된다. 대개 남성적인 형태를 띈 모든 단어들은 여성적인 형태로 바뀌어 사용되며, 그 반대도 같다.
브란텐베르그는 오슬로에서 태어났지만 프레드릭스타드에서 자라났다. 그녀는 런던, 에든버러, 오슬로에서 영어, 역사, 사회학을 공부했다. 그녀는 오슬로 대학교에서 영어 석사 학위를 취득했으며 그곳에서 역사와 정치학도 공부하였다. 그녀는 노르웨이와 덴마크의 고등학교에서 강사로 일했으며, 강사 노동 조합(Norsk Lektorlag)과 노르웨이 작가 조합에도 소속되어 있었다. 그녀가 전업작가로 활동한 것은 1982년부터다.
그녀는 1972년부터 1983년까지 오슬로의 Women's House에서 일했다. 그녀는 노르웨이의 최초의 동성애자 협회 노르웨이 1948년 연대의 이사회원이자 선도자였다. 그녀는 여성 쉼터를 창설했으며 오슬로와 코펜하겐에서 Lesbisk bevegelse (레즈비언 운동)를 위해 일했다. 그녀는 1978년에 여성들이 작품을 쓰고 출간하는 것을 돕고자 여성 문학 포럼을 설립했다. 그녀는 열 권의 소설, 두 권의 희극, 두 권의 번역, 많은 정치적 노래를 출간했으며, 수많은 문집에 기여해왔다.
그녀는 1983년에 마스 비엘 니고르 기금을, 1986년에 덴마크 작가 티트 옌센의 이름을 딴 덴마크의 문학상 "티트상"을 수상했다.
1970년대에, 브란텐베르그는 1974년에 오슬로에서 만난 덴마크 작가 비베케 바스보와 레즈비언적인 관계를 즐겼다.

## 작품
- 《전 세계의 동성애자여 일어나라》(Opp alle jordens homofile, 1973)
- 《이갈리아의 딸들》(Egalias døtre, 1977)
- 《그래, 이제 그만》(Ja, vi slutter, 1978)
- 《성 크루아에게 바치는 노래》(Sangen om St. Croix, 1979)
- 《포옹》(Favntak, 1983)
- 《페리를 타고》(Ved fergestedet, 1985)
- 《잃어버린 욕망의 흔적》(På sporet av den tapte lyst,1986)
- 《모든 바람을 위하여》(For alle vinder, 1989)
- 《햄릿과 연예인》(Eremitt og entertainer,1991)
- 《옴파도라 시》(Ompadorastedet,1992)
- 《아우구스타와 비에른스티에르네》(Augusta og Bjørnstjerne, 1996)
- 《란스비케르스켄》(Landssvikersken, 2003)